# Mariri Sugimoto
Mariri Sugimoto (杉本愛莉鈴), aussi connue sous son seul nom Mariri, née le 4 août 2000, est une ex-chanteuse et idole japonaise du groupe féminin Sakura Gakuin. Elle est actuellement produite par l'agence de talent Asia Promotion co.ltd en tant que mannequin pour des magazines de mode.

## Biographie
Avant ses débuts professionnels, Sugimoto était étudiante à l'école artistique Actors School Hiroshima, là où avait travaillé auparavant le célèbre groupe féminin japonais Perfume. Elle y rencontrera brièvement un futur membre de Sakura Gakuin et Babymetal, Suzuka Nakamoto, qui intégra le groupe d'idoles fraîchement fondé Sakura Gakuin en tant que membre de la 1re génération en 2010.
Ce n'est qu'en mai 2012 que Mariri Sugimoto intègre l'agence de talent Amuse, Inc. et Sakura Gakuin à 11 ans avec un autre membre Saki Ōga pour former le 4e génération du groupe, alors que sa camarade Suzuka Nakamoto vient d'être nommée au même moment 3e leader officielle du groupe. Elle fait sa première apparition sur le 4e single du groupe Wonderful Journey en septembre 2012. Elle participe à un autre single puis au 3e album du groupe au cours des mois suivants.
Mais contrairement aux autres membres du groupe qui attendent l'âge de quinze ans et leur passage au lycée pour quitter le groupe, Mariri devient le tout premier membre à être diplômé du groupe à un plus jeune âge (à l'âge de douze ans). Sa cérémonie de graduation n'est pas rendue publique mais a lieu le même jour que Nakamoto, le 31 mars au Tokyo International Forum là où est organisé en même temps un concert d'adieu,, une cérémonie pleinement consacrée à Nakamoto (arrivée au terme du contrat) qui va par la suite poursuivre sa carrière dans le populaire groupe Babymetal.
Mariri Sugimoto reste membre de l'agence Amuse, Inc. et se reconvertit en 2014 tant que mannequin.
Mariri remporte la deuxième place au concours de mannequinat de Pichi Lemon (ピチレモン) en 2014. Le magazine est fermé en octobre 2015. Ensuite, elle est devenue un modèle de "LOVE berry".
Elle a cessé chez "Amuse Inc." en juin 2016 et a annoncé qu'elle avait signé un contrat avec "Asia Promotion co.ltd" en octobre 2017.

## Discographie en groupe

### Avec Sakura Gakuin
| #             | Date de sortie   | Titre                                    | Label                 | Remarques     |               |               |               |               |
| Albums studio | Albums studio    | Albums studio                            | Albums studio         | Albums studio | Albums studio | Albums studio | Albums studio | Albums studio |
| ------------- | ---------------- | ---------------------------------------- | --------------------- | ------------- | ------------- | ------------- | ------------- | ------------- |
| 3             | 13 mars 2013     | Sakura Gakuin 2012-nendo ~My Generation~ | Universal Music Japan |               |               |               |               |               |
| Singles       |                  |                                          |                       |               |               |               |               |               |
| 4             | 5 septembre 2012 | Wonderful Journey                        | Universal Music Japan |               |               |               |               |               |
| 5             | 27 février 2013  | My Graduation Toss                       | Universal Music Japan |               |               |               |               |               |